# Copa Takht Jamshid
La Copa Takht Jamshid (en persa: جام تخت جمشید‎, Jâm-e Taxt-e Jamšid) fue la primera división de fútbol de Irán de 1973 a 1978.

## Historia
Anteriormente se consideraba la Liga de fútbol de Irán como la primera división antes de los años 1970, pero al ser un torneo que no era continuo y en el que solo participaban equipos de las ciudades o provincias se consideró al campeón de la Liga Provincial de Terán como el campeón nacional.
La copa fue creada en 1972 y su primera temporada fue al año siguiente y en ella participaban los equipos de todo el país cuyo objetivo era crear una liga similar a las europeas según la Federación de Fútbol de Irán. El nombre de la liga era por el personaje mitológico Jamshid.
En su primera temporada participaron 12 equipos teniendo al Persepolis FC como su primer campeón. Después aumentó a 16 al año siguiente teniendo al Taj FC como campeón. Los resultados de la liga fueron tan notorios que pasó a ser una de las ligas de fútbol más fuertes de Asia y fue uno de los factores por los que Irán ganó la Copa Asiática 1976 y que por primera vez lograra la clasificación a una Copa Mundial de Fútbol en Argentina 1978.

### Revolución Iraní
La temporada de 1978/79 fue cancelada por la revolución iraní de 1979 y a ello se le suma la Guerra entre Irán e Irak de 1980, la Copa Takht Jamshid fue disuelta y las otras ligas fueron desorganizadas, por lo que una vez más el campeón de la Liga Provincia de Terán era coronado como campeón nacional.

## Resultados
| Temporada | Campeón                               | Segundo                               | Tercero                               |
| --------- | ------------------------------------- | ------------------------------------- | ------------------------------------- |
| 1973/74   | Persepolis                            | Taj                                   | Pas                                   |
| 1974/75   | Taj                                   | Persepolis                            | Homa                                  |
| 1975/76   | Persepolis                            | Homa                                  | Pas                                   |
| 1976/77   | Pas                                   | Persepolis                            | Shahbaz                               |
| 1977/78   | Pas                                   | Persepolis                            | Malavan                               |
| 1978/79   | Cancelada por la Revolución de 1979 ‡ | Cancelada por la Revolución de 1979 ‡ | Cancelada por la Revolución de 1979 ‡ |

‡ Shahbaz F.C. iba de líder en el otoño de 1978 cuando la temporada fue cancelada.

## Títulos por equipo
| Club       | Campeón                | Subcampeón                        | Tercer lugar          |
| ---------- | ---------------------- | --------------------------------- | --------------------- |
| Persepolis | 2 (1973–74), (1975–76) | 3 (1974–75), (1976–77), (1977–78) | —                     |
| Pas Tehran | 2 (1976–77), (1977–78) | —                                 | 2 (1973–74) (1975–76) |
| Taj        | 1 (1974–75)            | 1 (1973–74)                       | —                     |
| Homa       | —                      | 1 (1975–76)                       | 1 (1974–75)           |
| Shahbaz    | —                      | —                                 | 1 (1976–77)           |
| Malavan    | —                      | —                                 | 1 (1977–78)           |